# Interfaccia a riga di comando

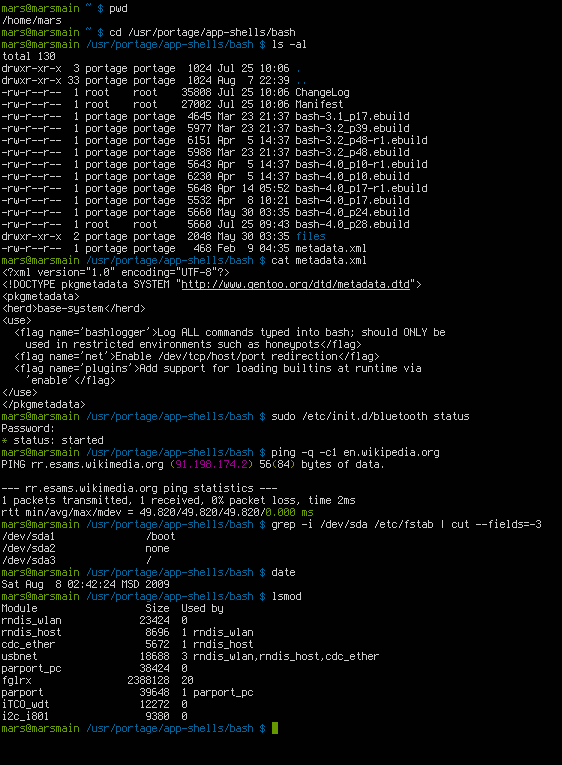
Screenshot di una sessione bash su Gentoo Linux

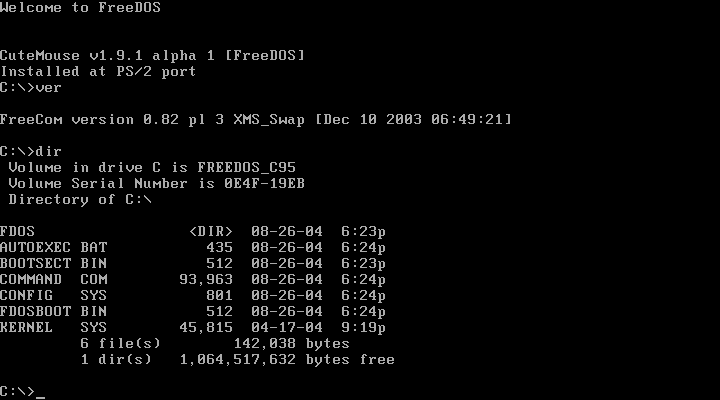
Screenshot di una sessione FreeDOS su emulatore Bochs

Cmd.exe di Microsoft Windows

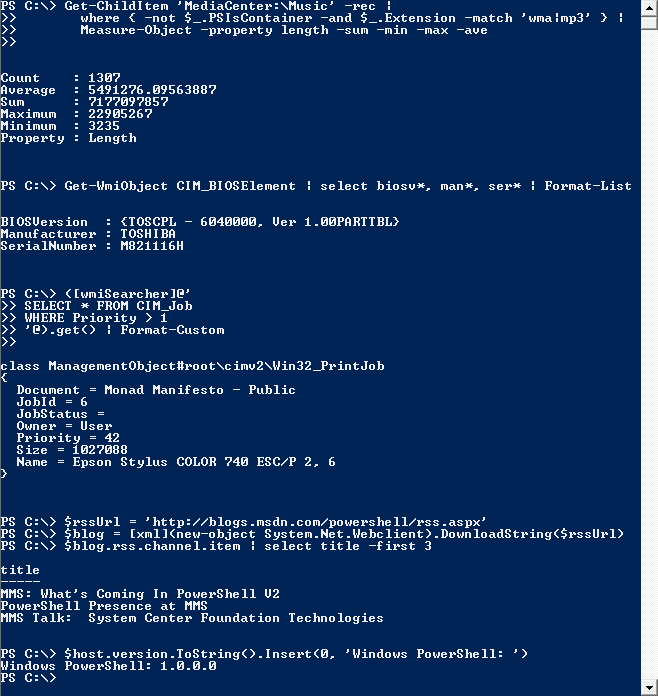
Windows PowerShell

In informatica un'interfaccia a riga di comando (dall'inglese command line interface, in acronimo CLI) o anche console, riga di comando, terminale o prompt dei comandi, è un tipo di interfaccia utente caratterizzata da un'interazione testuale tra utente ed elaboratore (vedi shell): l'utente impartisce comandi testuali in input mediante tastiera alfanumerica e riceve risposte testuali in output dall'elaboratore mediante display o stampante alfanumerici. Nei sistemi operativi moderni usati nei personal computer, al posto della CLI, in buona parte, c'è l'interfaccia grafica con caratteristiche tipicamente user friendly.

## Descrizione
Questo tipo di approccio deriva dalla modalità di interazione con calcolatori di generazioni precedenti a quelli odierni, che avveniva attraverso terminali testuali non in grado di compiere alcuna elaborazione e connessi ad un elaboratore centrale (sistema mainframe). Attualmente un'interfaccia di tipo CLI si ottiene per mezzo di un programma che permette all'utente di interagire digitando opportuni comandi su un emulatore di terminale testuale: esempio tipico sono le shell, ma anche altri programmi utilizzano questo approccio.
Spesso in sistemi con duplice possibilità di interazione (grafica e testuale) esiste una stretta correlazione tra interfaccia grafica e interfaccia testuale: tipicamente tutto ciò che può essere fatto tramite interfaccia grafica può essere svolto tramite interfaccia testuale a riga di comando con gli opportuni comandi/istruzioni e viceversa. In molti casi anzi le operazioni su interfaccia grafica sono mappate (o tradotte) direttamente sui comandi dell'interfaccia testuale, che rappresenta dunque il vero motore o cuore del sistema, con la parte grafica che assume dunque a tutti gli effetti il significato di semplice interfaccia uomo-macchina user-friendly.
L'interfaccia a riga di comando è ancora molto diffusa per il controllo e la configurazione di dispositivi specializzati, come router, switch, server e stampanti di rete, ma anche per connettersi remotamente ad altri elaboratori in una rete di calcolatori, dotati di un opportuno interprete di comandi (come bash o CSH): in tal caso, vengono impiegati protocolli come Telnet o SSH.

### Funzionamento
Il programma tipicamente non esegue alcunché fino a quando non riceve dall'utente un comando di input. Il cursore lampeggiante o evidenziato, detto prompt, indica la posizione nella schermata dove verrà eventualmente scritto il comando impartito dall'utente. 
I comandi devono essere impartiti in forma di righe di testo rispettando una precisa sintassi. Tali comandi sono nella maggioranza dei casi l'esecuzione da parte del processo della riga di comando di uno specifico programma eseguibile di sistema avviato come nuovo processo. 
Spesso questi programmi presentano dei cosiddetti parametri, da inserire dopo il nome dello stesso, che specificano dei dati in input al software che verrà avviato, come una funzionalità specifica da eseguire o delle direttive su cosa e/o come operare. Tali parametri possono essere opzionali o obbligatori. Dopo aver composto una riga di comando bisogna digitare il tasto "Invio" o "Enter".
A questo punto, il programma analizza (o meglio, interpreta) la riga di comando, e se questa è stata composta in modo sintatticamente corretto la esegue, altrimenti questi non esegue il comando restituendo all'utente una segnalazione del primo errore incontrato nella lettura e ripartendo dal prompt. Come effetto dell'esecuzione di un comando, si può ottenere la scrittura di un testo di risposta da parte del programma sul terminale o su un diverso dispositivo di output.

#### Esempio con bash
```
#!/bin/bash

# Esempio di un comando.

cat
 
miofile.txt
 
# Mostra il contenuto del file denominato "miofile.txt" se presente nella directory corrente.

# cat non è altro che un programma di sistema, ossia un file eseguibile, a sé stante che viene eseguito dal processo della riga di comando.

# Per vedere dove esso si trovi basta digitare un altro comando.

which
 
cat
 
# Mostra il percorso del file eseguibile "cat".

```

L'esempio mostrato fa riferimento alla shell bash su sistemi operativi Unix-like. Su Windows, con la shell di default (cmd.exe) cambiano i nomi degli eseguibili di sistema, dei comandi built-in e dei parametri, ma il funzionamento è analogo.

### CLI su alcuni sistemi operativi
In ambiente Windows NT la CLI è ottenuta tramite il programma "Prompt dei comandi" (cmd.exe), che richiama nella grafica l'interfaccia del sistema operativo MS-DOS, Command.com. Una shell più avanzata in ambiente Windows è PowerShell.
In Unix, Linux e sistemi analoghi si parla di "terminale", perché l'interfaccia visuale è la stessa; la shell è il programma con interfaccia a riga di comando, che viene eseguito all'interno di un terminale testuale per impartire comandi al sistema. Possono esistere ed essere utilizzate contemporaneamente differenti shell (Bash, Korn shell, C shell).